# Бандурівка
Бандурі́вка — село в Україні, у Пантаївській селищній громаді Олександрійського району Кіровоградської області. Населення становить 694 осіб. Колишній центр Бандурівської сільської ради.

## Історія
Станом на 1886 рік у селі, центрі Бандурівської волості Олександрійського повіту Херсонської губернії, мешкало 619 осіб, налічувалось 123 дворових господарства, функціонувала православна Покровська церква та церковно-приходська школа, відкрита у 1862 році. За 10 верст — залізнична станція. За 12 верст — поштова станція.
За даними 1894 року у містечку мешкало 931 особа (464 чоловічої статі та 467 — жіночої), налічувалось 125 дворових господарств, існували православна церква, земська школа на 50 учнів (38 хлопчиків й 12 дівчаток), 3 лавки, питний заклад.

## Населення
Згідно з переписом УРСР 1989 року чисельність наявного населення села становила 832 особи, з яких 363 чоловіки та 469 жінок.
За переписом населення України 2001 року в селі мешкали 693 особи.

### Мова
Розподіл населення за рідною мовою за даними перепису 2001 року:
| Мова       | Відсоток |
| ---------- | -------- |
| українська | 96,25 %  |
| російська  | 3,31 %   |
| молдовська | 0,43 %   |

## Відомі уродженці
- Пастух Володимир Васильович (20 травня 1937 року) — український геодезист, топограф, кандидат технічних наук, доцент Київського національного університету імені Тараса Шевченка, професор Національного авіаційного університету.
- Ігор (Губа) (1885-1966; в миру Іван Семенович Губа) — український церковний діяч, архієпископ.
- Іван Дорба (1906—1998) — російський письменник українського походження, перекладач з української та балканських мов, радянський розвідник (шпигун).